# Санди (певица)
Санди Леа Лима (порт. Sandy Leah Lima, род. 28 января 1983 года), более известная просто как Санди, — бразильская певица и актриса. Прославилась как половинка дуэта Санди и Жуниор.
В настоящее время работает в стиле MPB. 

## Биография
Санди Леа Лима родилась в Кампинасе (штат Сан-Паулу) 28 января 1983 года.
Её отец — Шороро (настоящее имя: Дурвал де Лима), участник музыкального дуэта Шитаузиньо и Шороро.
Начала музыкальную карьеру в раннем детстве как участница музыкального дуэта Санди и Жуниор со своим младшим братом Жуниором Лимой (полное имя: Дурвал де Лима младший, род. 11 апреля 1984 года).
На протяжении почти двадцати лет они с братом пользовались в Бразилии феноменальным успехом. Впервые попав в поле зрения публики в 1989 году, когда выступили на телеканале Globo с песней «Maria Chiquinha», в 1991 году они выпустили на лейбле Universal дебютный полнометражный альбом Aniversário do Tatu, и с тех пор каждый новый их альбом продавался в большем количестве экземпляров, чем предыдущий.
Пика своей популярности дуэт достиг на рубеже веков, когда альбомы Era Uma Vez... Ao Vivo (концертник, 1998), As Quatro Estações (1999), As Quatro Estações: O Show (концертник, 2000) и Sandy e Junior (2001) продались в миллионах экземпляров, а их собственное телешоу Sandy & Junior (с 1999 года) на канале Globo пользовалось огромной популярностью.
В 2000 году Санди стала лауреатом присуждаемой по результатам прямого народного голосования премии Prêmio Multishow de Música в номинации «Лучшая бразильская певица».
В апреле 2007 года, после семнадцати лет вместе на сцене, Санди и Жуниор объявили, что прекращают работать как дуэт. На прощанье они дали прощальное турне и выпустили альбом с записанным для телеканала MTV акустическим концертом — Acústico MTV (2007).
После распада дуэта Санди делала перерыв на несколько лет. И, наконец, в 2010 году у неё на лейбле Universal Music вышел дебютный сольный альбом Manuscrito. На этом альбоме слушатели узнали её с новой стороны — теперь она работала в, по выражению из её биографии на сайте AllMusic, «изысканном» стиле MPB, причём исполняла песни, что написала сама (часть в партнёрстве с Лукасом Лимой). Альбом достиг первой пятёрки в бразильских альбомных чартах. С него вышли синглы «Pés Cansados» и «Sem Jeito».

## Дискография
См. стр. «Discografia de Sandy» в португальском разделе.

### Альбомы
- Manuscrito (2010)
- Sim (2013)
- Nós, Voz, Eles (2018)